# Hybovalgus thoracicus
Hybovalgus thoracicus är en skalbaggsart som beskrevs av Moser 1911. Hybovalgus thoracicus ingår i släktet Hybovalgus och familjen Cetoniidae. Inga underarter finns listade i Catalogue of Life.